# Ford Puma Rally1
La Ford Puma Rally1 è la versione da competizione della Ford Puma, progettata e costruita appositamente per competere nel Campionato del mondo rally dalla M-Sport, il team diretto dall'ex-pilota britannico Malcolm Wilson con base in Inghilterra, e prodotta dal 2022.

## Contesto

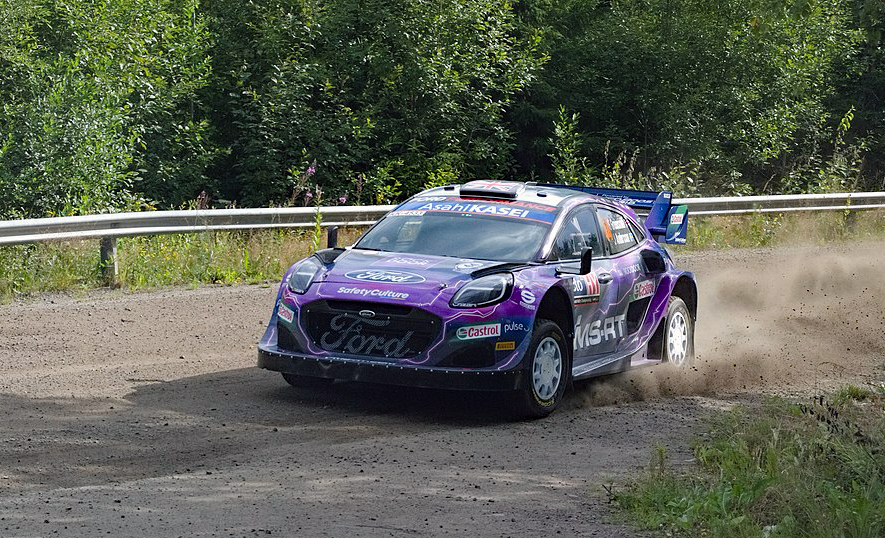
Gus Greensmith al volante della Ford Puma Rally1 durante il Rally di Finlandia 2022

La Puma Rally1 è il primo veicolo del campionato WRC con motorizzazione ibrida, che segue il nuovo regolamento Rally1 introdotto a partire dalla stagione 2022. A differenza di quanto possa apparire, essa non è basata sulla versione stradale del crossover SUV Ford Puma, poiché il regolamento Rally1 prevede infatti che le vetture siano costituite da un telaio tubolare appositamente progettato e poi ricoperte con pannelli di tipo silhouette che vanno a riprodurre le fattezze estetiche dei modelli di riferimento. Per ragioni di marketing Ford ha quindi potuto scegliere un modello di base non adatto ai rally. La Puma Rally1 è stata sviluppata per sostituire la Ford Fiesta WRC, che ha gareggiato tra il 2017 e il 2021. L'auto è stata presentata in anteprima al Goodwood Festival of Speed nel luglio 2021, per poi venire presentata ufficialmente nel dicembre 2021 e debuttare insieme alla Toyota GR Yaris Rally1 e Hyundai i20 N Rally1 il 15 gennaio 2022 a Salisburgo con la livrea definitiva. Poiché Ford non è accreditata come costruttore ufficiale nel campionato del mondo rally, l'auto compete sotto la bandiera britannica della scuderia inglese M-Sport. Per la stagione inaugurale al volante della vettura sono stati ingaggiati il nove volte campione del mondo Sébastien Loeb, Craig Breen, Gus Greensmith e Adrien Fourmaux.

## Tecnica
La vettura riprende ove possibile numerosi elementi dalla Ford Fiesta WRC. Dal punto di vista esteriore la Puma è stata allargata e allungata; seguendo il regolamento Rally1 è stata dotata di un alettone posteriore più grande, limitando tuttavia per complessità aerodinamica splitter anteriore ed estrattore posteriore. L'auto è alimentata da un motore turbo da 1,6 litri a quattro cilindri, che eroga una potenza di 280 kW (381 CV). Quest'ultimo è coadiuvato da un motore elettrico da 100 kW che può ruotare a un regime massimo di 12.000 giri/min. Insieme, i due motori raggiungono una potenza combinata di 378 kW (514 CV). La batteria da 3,9 kWh del sistema ibrido si ricarica quando il veicolo frena o rallenta per inerzia, consentendo un'autonomia in modalità puramente elettrica di circa 20 chilometri. Il motore a benzina è alimentato da combustibili fossili (P1 Racing Fuels). Il sistema di recupero dell'energia è un prodotto dalla Compact Dynamics ed è standard per tutte le vetture. La trasmissione della Puma Rally1 è costituita da un sistema con frizione automatica (AKS) e leva del cambio posta dietro il volante.

## Versione stradale

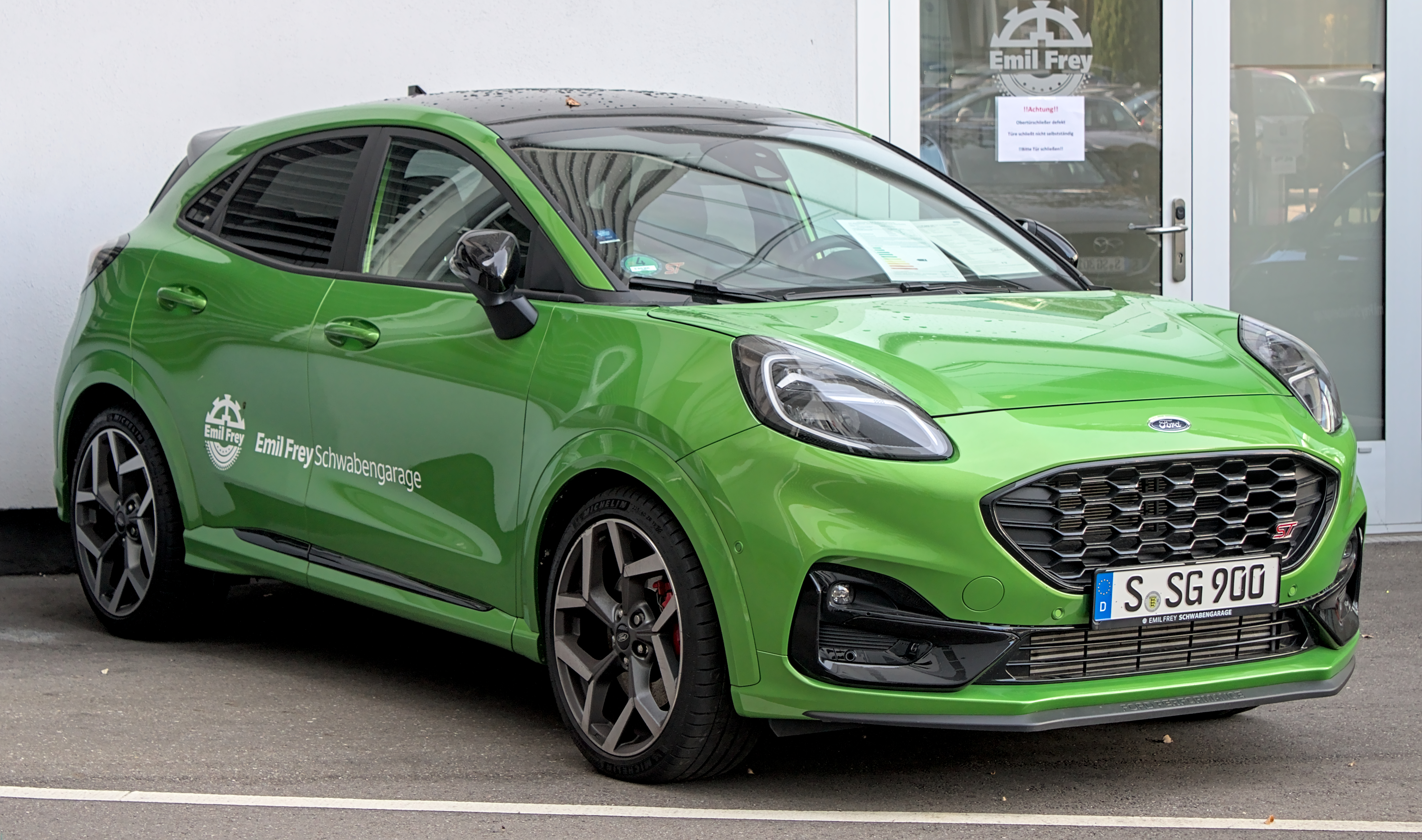
Puma ST

Nonostante l'apparenza la versione da rally non ha nulla a che vedere con la Puma ST, ovvero l'allestimento più sportivo della Puma stradale. La Puma Rally1 è infatti un prototipo sviluppato appositamente per la categoria, dotato di telaio tubolare e componentistica da gara. L'unica somiglianza con la vettura stradale è legata ai pannelli esterni che la ricordano nelle forme per motivi di marketing. Gli ingombri stessi sono completamente diversi, il prototipo Rally1 è infatti significativamente più compatto della vettura stradale. Quest'ultima presentata il 24 settembre 2020, si differenzia inoltre per l'assenza dell'ibrido e per il motore a tre cilindri con sovralimentazione mediante turbocompressore twin scroll e con sistema a doppia iniezione diretta e indiretta con 6 iniettori da 1,5 litri con 200 CV ripreso dalla coeva Ford Fiesta ST, ma con più coppia rispetto alla Fiesta per un totale di 320 Nm. Oltre al motore, dalla Fiesta riprende la meccanica, l'assetto, il differenziale autobloccante meccanico Torsen e il lauch control. Lo 0–100 km/h viene coperto in 6,7 secondi.

## Vittorie nel WRC
| N° | Stagione | Evento               | Pilota         | Co-pilota         | Versione |
| -- | -------- | -------------------- | -------------- | ----------------- | -------- |
| 1  | 2022     | Rally di Monte Carlo | Sébastien Loeb | Isabelle Galmiche | Hybrid   |
| 2  | 2023     | Rally di Svezia      | Ott Tänak      | Martin Järveoja   | Hybrid   |
| 3  | 2023     | Rally del Cile       | Ott Tänak      | Martin Järveoja   | Hybrid   |